# Simulium ibariense
Simulium ibariense es una especie de insecto del género Simulium, familia Simuliidae, orden Diptera.
Fue descrita científicamente por Zivkovic & Grenier, 1959.